# Mermiria bivittata
Mermiria bivittata är en insektsart som först beskrevs av Jean Guillaume Audinet Serville 1838.  Mermiria bivittata ingår i släktet Mermiria och familjen gräshoppor. Inga underarter finns listade i Catalogue of Life.